# Робърт Бърнс
Робърт Бърнс (на английски: Robert Burns) е шотландски поет, сред основоположниците на романтизма.
Той е смятан за национален поет на Шотландия и годишнината от рождението му се отбелязва по-широко от официалния национален празник на страната, денят на Свети Андрей. Стихотворението му „Scots Wha Hae“ дълго време служи за неофициален национален химн на Шотландия.
Бърнс е най-известният поет, писал на шотландски език, въпреки че голяма част от творчеството му е на английски език и на междинен шотландски диалект, по-разбираем за хората извън Шотландия. Освен оригиналното си творчество, Бърнс събира народни песни от цяла Шотландия, като често ги преработва и адаптира.